# 波蘭廣播電台
波蘭廣播電臺（波蘭語：Polskie Radio）是波蘭的國家廣播電台，成立於1925年8月18日，1926年4月18日开始在华沙进行定期广播。1993年，成為歐洲廣播聯盟成員。

## 外部連結
- 官方網站（波兰語）